# Charalambos Panajidis
Charalambos Panajidis gr. Χαράλαμπος Παναγίδης (ur. 9 września 1968)  – cypryjski pływak, olimpijczyk.
Wziął udział w Letnich Igrzyskach Olimpijskich 1992. Wystartował  na 100 m stylem klasycznym (odpadł w eliminacjach).